# Gallop Racer 3
Gallop Racer 3 est un jeu vidéo de sport développé et édité par Tecmo sur borne d'arcade en 1999. Il est porté sur PlayStation,.

## Portage
- PlayStation : 1999